# Heaven's Gate
Heaven's Gate (česky Nebeská brána) byl UFO kult, který byl založen roku 1975 Marshallem Applewhitem a Bonnie Nettlesovou v San Diegu v Kalifornii. Dne 26. března 1997 členové sandiegské policie našli 39 mrtvých těl v domě na předměstí San Diega. V tento den se na obloze objevila Hale-Boppova kometa, což považovali za vhodný okamžik k nalodění a odletu ze Země. To byl důvod, proč kult spáchal hromadnou sebevraždu.
Rodák z Texasu, Marshall Applewhite, navštěvoval několik univerzit a jako mladý muž sloužil v armádě Spojených států. Po ukončení školy na Austin College učil hudbu na Alabamské univerzitě, kde byl obviněn z obtěžování svého studenta a propuštěn. Později se vrátil do Texasu, kde vedl sbory a působil jako předseda hudebního oddělení na University of St. Thomas v Houstonu. Ze školy odešel v roce 1970 s odvoláním na emoční nepokoje. Smrt jeho otce o rok později způsobila těžkou depresi.
V roce 1972 navázal blízké přátelství se sestrou Bonnie Nettlesovou; společně diskutovali o mystice a nakonec dospěli k závěru, že byli povoláni jako božští poslové. Krátkou dobu provozovali knihkupectví a výukové centrum a poté v roce 1973 začali cestovat po USA, aby rozšířili své názory. Získali pouze jednoho konvertujícího. V roce 1975 byl Applewhite zatčen za to, že nevrátil auto z půjčovny, a byl uvězněn na 6 měsíců. Ve vězení dále rozvíjel svou teologii.
Koncem 70. let skupina získala příliv finančních prostředků, které použila na úhradu nákladů na bydlení a dalších výdajů. V roce 1985 Nettles zemřela na rakovinu mozku, zanechala Applewhitea rozrušeného a zpochybnila jeho pohled na fyzický vzestup. Na počátku 90. let skupina podnikla další kroky k propagaci své teologie. V roce 1996 se dozvěděli o příletu komety Hale – Bopp a pověstech o doprovodné kosmické lodi. Došli k závěru, že tato kosmická loď je plavidlem, které vezme jejich duše na palubu na cestu na jinou planetu. V přesvědčení, že jejich duše vystoupí do kosmické lodi a dostanou nová těla, spáchali členové skupiny ve svém sídle hromadnou sebevraždu. Objev jejich těl rozpoutal mediální cirkus. Událost vyvolala diskuzi komentátorů a akademiků o tom, jak Applewhite přesvědčoval lidi, aby se řídili jeho příkazy, včetně sebevraždy. Někteří komentátoři přisuzovali ochotu jeho následovníků spáchat sebevraždu jeho dovednosti manipulátora, zatímco jiní tvrdili, že jejich ochota byla způsobena jejich vírou v příběh, který zkonstruoval.
Těsně před spácháním činu se na stránce kultu objevila zpráva „Heaven's Gate se díky Hale-Boppově kometě blíží ke konci… Našich 22 let učení na planetě Zemi konečně dospěje k závěru – k absolvování lidského evolučního stupně. Jsme šťastni, že máme možnost opustit tento svět.“

## Odraz v kultuře
Režisér Clay Tweel natočil roku 2020 filmovou sérii Nebeská brána: sekta s velkým S.